# WORLD ORDER (アルバム)
『WORLD ORDER』（ワールド・オーダー）は、パフォーマンスユニットWORLD ORDERの1枚目のアルバム。P-VINE RECORDSより2010年7月7日に発売された。

## 解説
- 須藤元気を中心に結成された7人組ダンスパフォーマンスユニット・WORLD ORDERの初のアルバム。ユニットと同名であり、同名楽曲も収録している。
- 収録曲「BOY MEETS GIRL」はtrfの1994年のシングルのカバー。
- 収録曲「LOVE AND EVERYTHING」は須藤元気の2006年のデビューシングル「Love&Everything」のセルフカバー。
- 付属DVDには収録曲3曲のそれぞれフルバージョンPVが収録されている。

## 収録曲
1. WORLD ORDER [4:31]
  - 作詞：GENKI SUDO / 作曲：GENKI SUDO、Wall5、Mariko Nanba、Takatsugu Shimazu
    - 2009年12月16日にiTunes先行配信された（楽曲&PV同時発売）。
    - iTunes配信される以前、2009年9月24日にショートバージョンPVを公式にYouTubeにて配信していた。2009年12月12日にフルバージョンPVを同じくYouTubeにて発表した。
    - 2014年9月23日、テレビ東京系列で放送されている『しまじろうのわお!』とのコラボ企画で、しまじろうと共演したショートバージョンPVをYouTubeにて公開（東武動物公園で撮影された）。
2. MIND SHIFT [4:58]
  - 作詞・作曲：GENKI SUDO、Takashi Watanabe / 編曲：GENKI SUDO、Takashi Watanabe
3. A BRAVE NEW WORLD [5:18]
  - 作詞：GENKI SUDO、mito / 作曲：mito / Sound Produce：mito / 編曲：GENKI SUDO、mito
4. BOY MEETS GIRL [5:02]
  - 作詞・作曲：Tetsuya komuro / 編曲：GENKI SUDO、Takashi Watanabe
5. BLUE BOUNDARY [4:37]
  - 作詞・作曲：GENKI SUDO、Takashi Watanabe / 編曲：GENKI SUDO、Takashi Watanabe
6. LOVE AND EVERYTHING [5:01]
  - 作詞：GENKI SUDO / 作曲：ACIDMAN / 編曲：GENKI SUDO、Takashi Watanabe

## 付属DVD収録曲
1. WORLD ORDER
2. MIND SHIFT
3. BOY MEETS GIRL

## 参照
1. ↑  DISCOGRAPHY | WORLD ORDER オフィシャルサイト